# Muqtada al-Sadr
Muqtada al-Sadr (sinh ngày 12 tháng 8 năm 1973) là một giáo sĩ hồi giáo Shia, một nhà lãnh đạo chính trị và dân quân của Iraq. Ông là lãnh tụ của đảng chính trị, phong trào Sadrist và là nhà lãnh đạo quân đội Saraya al-Salam, một lực lượng dân quân Shia, cải tổ từ dân quân trước đây, quân đội Mahdi, trong thời gian Mỹ chiếm đóng Iraq. Muqtada al-Sadr là một trong những nhân vật tôn giáo và nổi tiếng, có ảnh hưởng nhất ở Iraq, mặc dù cho tới giờ không giữ bất kỳ danh hiệu chính thức nào trong chính phủ Iraq.